# Cikulur (plaats)
Cikulur is een bestuurslaag in het regentschap Lebak van de provincie Banten, Indonesië. Cikulur telt 4604 inwoners (volkstelling 2010).